# G20 개발도상국

일부 현재 회원국과 과거의 회원국 지도

G20 개발도상국(Group of 20; 혹은 G21, G22, G20+로도 표기한다.)은 2003년 8월 20일에 조직된 개발도상국들의 무역 블록이다. 2008년 5월을 기준으로 23개국이 가입하고 있다. 회원국은 정식 회원국 23개국과 비(非)정식 회원국 4개국으로 구성되어 있다.

## 회원국
정식 회원국 (23개국)
1. 과테말라
2. 나이지리아
3. 남아프리카 공화국
4. 멕시코
5. 베네수엘라
6. 볼리비아
7. 브라질
8. 아르헨티나
9. 우루과이
10. 이집트
11. 인도
12. 인도네시아
13. 중화인민공화국
14. 짐바브웨
15. 칠레
16. 쿠바
17. 태국
18. 탄자니아
19. 파라과이
20. 파키스탄
21. 필리핀
22. 튀르키예
23. 페루

비(非)정식 회원국 (4개국)
1. 에콰도르
2. 엘살바도르
3. 코스타리카
4. 콜롬비아

## 같이 보기
- 개발도상국
- 넥스트 일레븐
- 브릭스
- 신흥공업국